# Renio nativo
Il renio nativo è un minerale che non si trova mai puro, ma sempre in lega con altri metalli del gruppo del platino. La specie mineralogica non è stata più accettata dall'IMA dal 1987 perché l'origine del campione era incerta.